# Porterdale (Géorgie)
Porterdale est une ville américaine située dans le comté de Newton, en Géorgie. Selon le recensement de 2020, sa population est de 1 799 habitants.